# PZL.37 Łoś
PZL.37 Łoś – polskiej konstrukcji i produkcji, średni dwusilnikowy bombowiec zbudowany w układzie dolnopłata o konstrukcji całkowicie metalowej z podwoziem chowanym w locie.

## Geneza
Potrzeba skonstruowania takiego samolotu wynikała z kilku względów. Pierwszym z nich była modna w tym czasie teoria Douheta, która zakładała, że główną siłą lotnictwa mają być samoloty bombowe (gorącym zwolennikiem tej teorii był ówczesny dowódca lotnictwa gen. Ludomił Rayski). Drugim powodem była starzejąca się flota używanych samolotów bombowych Fokker F VIIB/3m. Impulsem były też nowości w konstrukcjach lotniczych – chowane w locie podwozie, silniki lotnicze ze sprężarkami i śmigłami o zmiennym skoku, bogata mechanizacja płata (sloty, klapy).  Departament Aeronautyki MSWojsk. wymagał, aby bombowiec osiągał prędkość ponad 360 km/h (co było wartością większą od osiągów ówczesnych myśliwców PZL P.7), miał maksymalny zasięg około 3000 km (z niewielkim ładunkiem bomb) i przenosił maksymalny ładunek 2500 kg bomb.

## Historia
Prace projektowe w Państwowych Zakładach Lotniczych – Wytwórni Płatowców nr 1 – rozpoczął w 1934 r. zespół, którym kierował Jerzy Dąbrowski.Dąbrowski przedstawił wstępny projekt czteromiejscowego bombowca średniego, o konstrukcji całkowicie metalowej. W czasie projektowania główny nacisk kładziono na jak najlepsze osiągi, przy jak największym udźwigu.
Projekt wstępny został złożony w Departamencie Lotnictwa MSWojsk. w lipcu 1934 roku. Konstruktorami samolotu byli: inż. Jerzy Dąbrowski (główny konstruktor), Piotr Kubicki (zastępca), Franciszek Misztal (konstrukcja płata).
W październiku tegoż roku uzyskano zamówienie na prototyp, w kwietniu 1935 roku zaakceptowano makietę samolotu. Oblotu pierwszego prototypu dokonał 13 grudnia 1936 roku pilot doświadczalny Wytwórni PZL Jerzy Widawski. Oprócz drobnych problemów zaobserwowano niestabilność wokół osi pionowej. Statecznik pionowy został następnie zmodyfikowany ze standardowego usterzenia na podwójne stateczniki. W drugiej połowie 1935 r. wojsko potwierdziło zamówienie na 10 samolotów serii informacyjnej. Produkcją samolotu zajęły się zakłady PZL-WP nr 1 przy lotnisku Okęcie. Pierwsze 10 samolotów, oznaczonych jako PZL.37A, zostało ponownie wyposażonych w pojedynczy statecznik pionowy, a podwójny statecznik dodano dopiero od 11. samolotu. Jednak pojawiły się poważne problemy z automatycznie regulowanymi powierzchniami sterowymi, które zacinały się pod pewnymi kątami przy dużych prędkościach, co spowodowało zniszczenie ośmiu PZL.37A. Doprowadziło to do anulowania zamówienia na 150 samolotów dla Polskich Sił Powietrznych. Dopiero po rozwiązaniu problemów, w tym samym czasie, gdy wykonano pewne wzmocnienia konstrukcyjne i zamontowano podwozie główne z podwójnymi oponami, seria została wznowiona jesienią 1938 roku jako PZL.37B dla Polskich Sił Powietrznych.

### Prototyp PZL.37/I
Pierwszy samolot zaczęto budować jesienią 1935 r. Miał służyć wyłącznie do prób statycznych. Drugi przeznaczono do prób w locie. W styczniu 1936 r. wykryto błędy konstrukcyjne w układzie sterowania i zawieszeniu samolotu, dlatego tempo budowy spadło. W kwietniu zakończono budowę drugiego prototypu, a równocześnie prowadzono na pierwszym samolocie próby statyczne. W czerwcu, po zakończeniu prób statycznych, zmiany zaproponowane przez pracowników Instytutu Badań Technicznych Lotnictwa, w którym prowadzono próby, oraz przez konstruktorów, zostały wprowadzone już na gotowym egzemplarzu. Przebudowę zakończono w drugiej połowie 1936 r. Z powodu defektu silnika (podejrzewano sabotaż, ponieważ w silniku znaleziono metalowe części obce) próbę przełożono. Oblotu dokonał pilot doświadczalny PZL WP-1 Okęcie Jerzy Widawski 13 grudnia 1936 r. W trakcie prób wykryto usterki, m.in. drgania tablicy przyrządów, nadmierne grzanie się silników, pękanie rur wydechowych, przegrzewanie głowic silników, niewystarczającą sterowność podłużną, zacieranie się kranów paliwowych. Samolot uznano za dobrze rokujący, potencjalnie bardzo udany, czego potwierdzeniem było zwiększenie zamówienia DWL z 10 do 30 samolotów z terminem dostawy na koniec 1938 r.

### Prototyp PZL.37/II

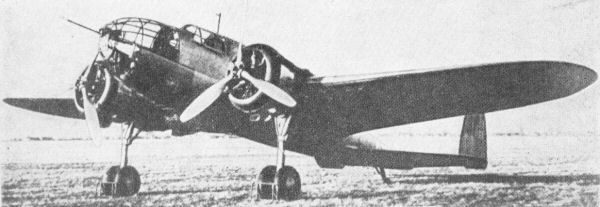
Drugi prototyp (PZL.37/II)

Jeszcze w trakcie prób lotu prototypu 0002 PZL.37/I przystąpiono do montażu trzeciego prototypu, który miał być wzorcem dla samolotów seryjnych. Wprowadzano w nim na bieżąco poprawki konstrukcyjne, w wyniku których samolot przekształcił się w jakościowo inny model, nazwany drugim prototypem i oznaczony PZL.37/II Łoś. Oblot samolotu nastąpił w listopadzie lub grudniu 1937 r. Drugi prototyp różnił się od pierwszego podwójnym usterzeniem kierunku, zmodyfikowanym podwoziem, zmienioną konfiguracją pomieszczeń załogi i zdublowanym układem sterów (dla pilota i dowódcy-obserwatora). Samolot napędzany był mocniejszymi silnikami Bristol Pegasus XX o mocy 918 KM. Zmiana usterzenia znacząco zwiększyła pole ostrzału górnego tylnego strzelca. W podwoziu po raz pierwszy na świecie zastosowano układ niezależnego zawieszenia kół bliźniaczych (projektu inż. Piotra Kubickiego). Dzięki temu samolot mógł być eksploatowany na lotniskach polowych. Ponadto zastosowano koła o mniejszej średnicy, całkowicie chowające się w gondole silnikowe. Zaobserwowane drgania ogona typu buffeting szybko wyeliminowano, zmieniono też skos stateczników.
Zmiany wpłynęły znacznie na osiągi samolotu i po badaniach i próbach Wojskowa Komisja Odbiorcza zezwoliła na budowę seryjną samolotu bombowego PZL.37 Łoś.
Prototyp ten w latach 1937–1938 wykorzystywano do lotów reklamowych oraz prób w locie silników, przewidywanych do użycia w kolejnych wersjach rozwojowych.

### PZL.37A

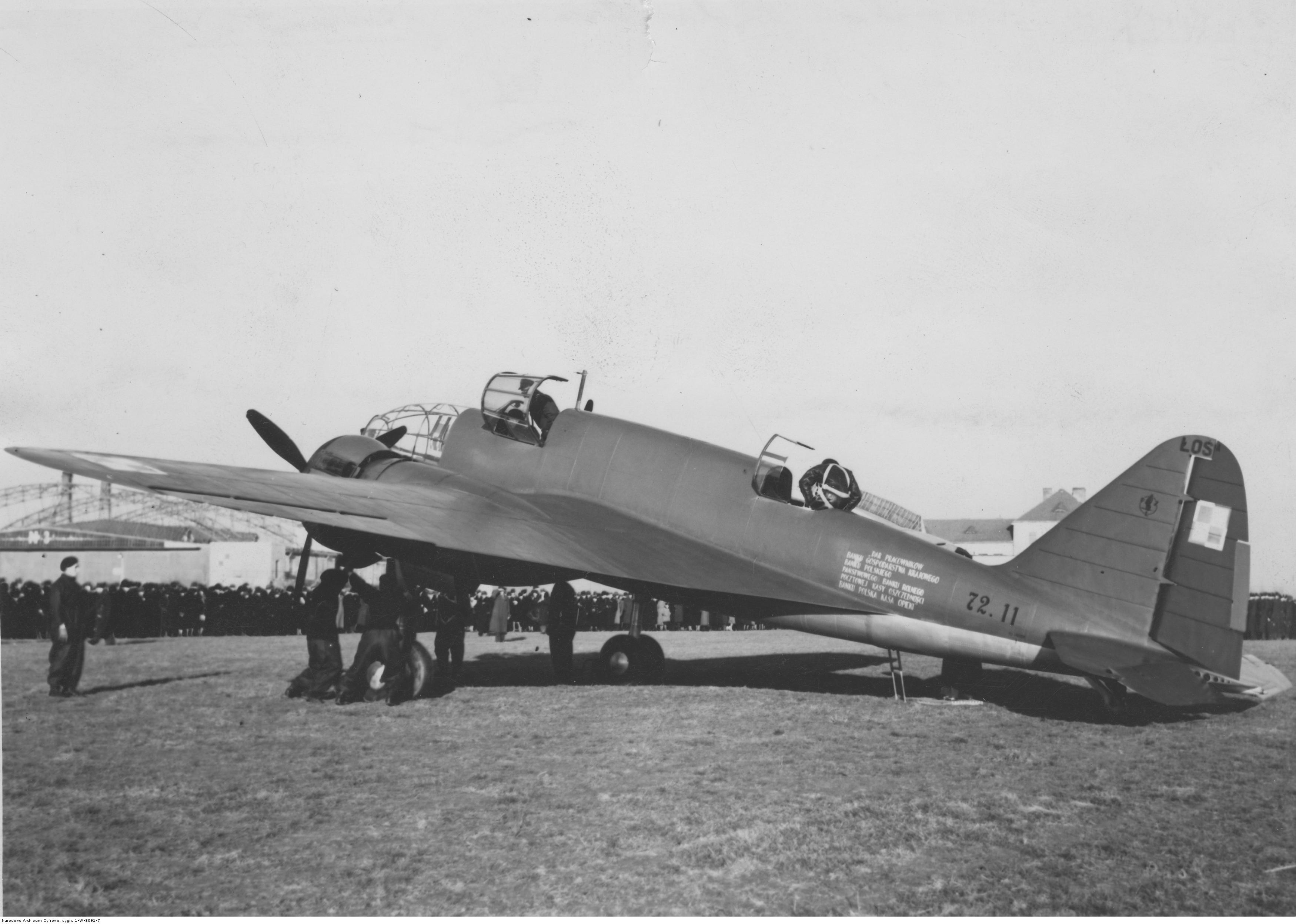
Przekazanie wojsku samolotu PZL.37A Łoś nr 72.11

Początkowo seria ta miała być wzorowana na trzecim egzemplarzu prototypu (PZL.37/II), ale ponieważ wytwórnia sporządziła wstępne przygotowania dla prototypu PZL.37/I, DWL po uzgodnieniach z wytwórnią postanowiło zakupić 10 samolotów wersji A i 20 maszyn wersji A bis (według prototypu II). Seria A charakteryzowała się pojedynczym usterzeniem kierunku, nowym podwoziem Kubickiego i podwójnym układem sterów. Seria A bis miała podwójne usterzenie kierunku. Wszystkie samoloty miały być wyposażone w dwa silniki Bristol Pegasus XII B o mocy maksymalnej 873 KM.
Jugosławia zaprosiła PZL na wystawę w Belgradzie (28 maja – 13 czerwca 1938). Poza innymi samolotami zaprezentowano tam egzemplarz samolotu Łoś A bis wyposażonego w silniki Bristol Pegasus XX, specjalnie przygotowanego na wystawę i zarejestrowanego pod cywilnymi znakami rozpoznawczymi SP-BNL. Samolot wzbudził duże zainteresowanie, w tym regenta Jugosławii, księcia Pawła.
Pierwsze samoloty PZL.37A Łoś trafiły do jednostek w czerwcu 1938 r. Początkowo szkolenie sprawiało trudności, ponieważ Łoś był samolotem nowoczesnym i wymagającym odpowiedniego przeszkolenia pilota. Kilka niewyjaśnionych, śmiertelnych wypadków wpłynęło negatywnie na morale szkolących się załóg.
Pierwszy wypadek nastąpił podczas prób w locie w połowie czerwca 1938 r. w pobliżu Dąbrówki pod Piasecznem (pilot doświadczalny ITL, plut. Stanisław Macek). Od pierwszego prototypu oderwało się skrzydło w wyniku rozprucia kesonu skrzydła. Cała trzyosobowa załoga zginęła. Na miesiąc zawieszono loty Łosi, a wytwórnia wzmocniła nitowanie konstrukcji kesonów skrzydeł. Kolejne trzy wypadki były związane ze zbyt dużą kompensacją aerodynamiczną sterów (w 1 Pułku Lotniczym na samolotach Łoś A bis) podczas czwartego zakrętu, przy podejściu do lądowania. Aerodynamiczne „zablokowanie sterów” (niemożność wycofania sterów do pozycji neutralnej) w samolotach Łoś A bis występowało przy dużych wychyleniach sterów (ponad 20 stopni wychylenia steru kierunku) na skutek aerodynamicznego przekompensowania, ale wytwórnia wprowadziła poprawki konstrukcyjne (ograniczenia stopnia wychylenia i zmniejszenie kompensacji aerodynamicznej). Łącznie w czasie eksploatacji prototypów i samolotów wersji A zespół inż. Dąbrowskiego wprowadził ponad 250 zmian konstrukcyjnych i usunął około 4 tys. usterek.

### PZL.37B

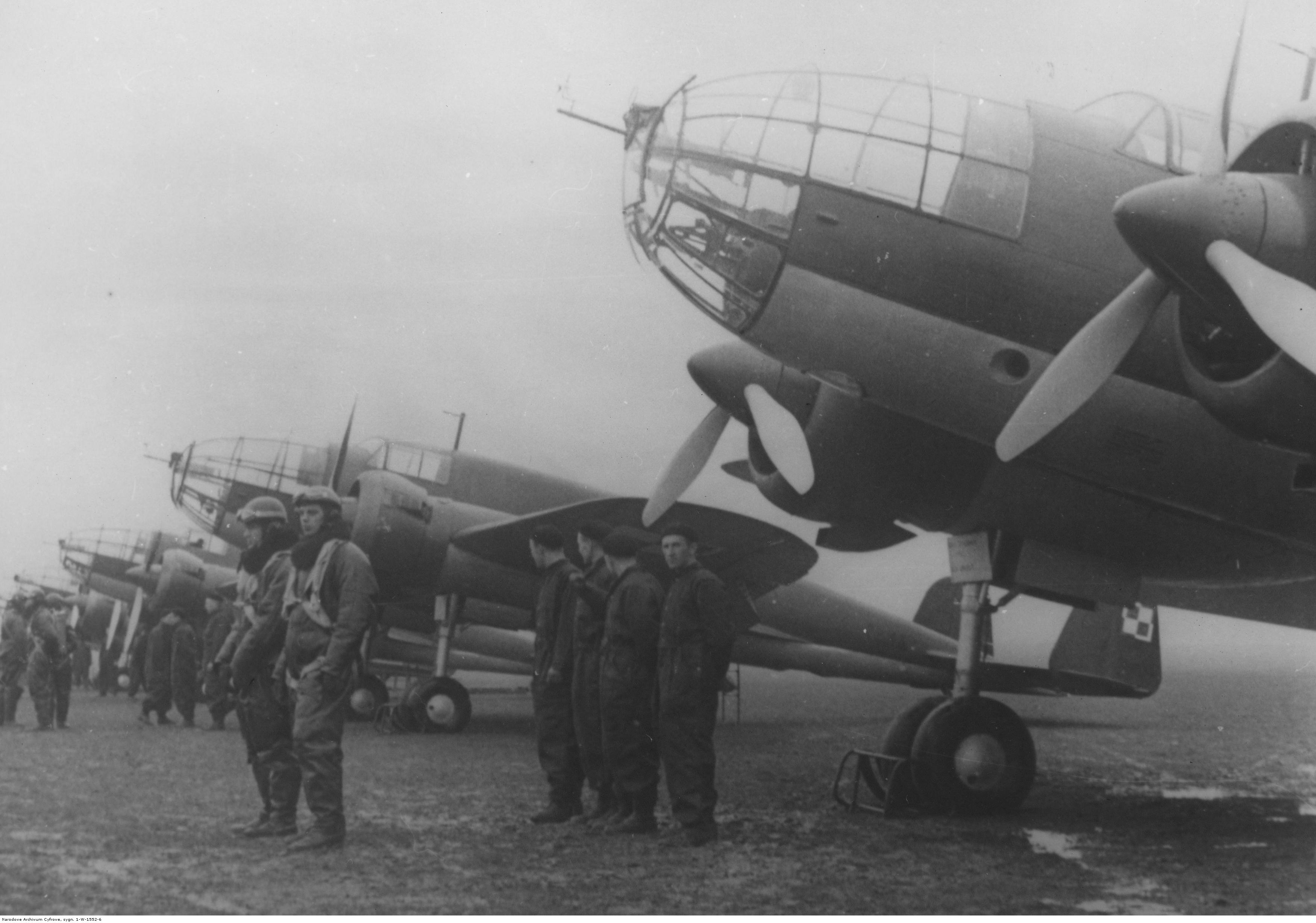
Załogi (od lewej: Wołkowińskiego, Jensena, Zaręby i Siwka) przy samolotach PZL-37 Łoś z 210. Dywizjonu Bombowego

Produkcję pierwszych egzemplarzy serii B rozpoczęto jesienią 1938 r. Wzorowano je na prototypie PZL.37/II z poprawkami wynikającymi z doświadczeń eksploatacyjnych. Podstawową różnicą pomiędzy wersjami A i B były mocniejsze silniki oraz lepsze opracowanie konstrukcji. W nowych samolotach zastosowano silniki Bristol Pegasus XX (918 KM) lub te same silniki budowane na licencji w Polsce jako PZL Pegasus XX.
Początkowo Departament Aeronautyki MSWojsk. złożył zamówienie na 180 samolotów wersji B i wpłaciło pieniądze za 108 samolotów. Termin dostawy ustalono na 31 marca 1939 r.
4 listopada 1938 r. samolot SP-BNL (który po adaptacji odpowiadał ściśle wersji B) został wysłany na Międzynarodowy Salon Lotniczy w Paryżu. Tam konstrukcja została oceniona przez ekspertów bardzo pozytywnie. Taką samą opinię wystawili attaché lotniczy akredytowani w Polsce, zaproszeni wcześniej na pokaz Łosia i innych samolotów.
Samoloty serii B spotkały się z dużym uznaniem ze strony jednostek lotnictwa bombowego, które rozpoczęły eksploatację tej maszyny od wiosny 1939 r.

### PZL.37C
Samoloty wersji C projektowane były wyłącznie dla odbiorców zagranicznych. Miały być wyposażone w silniki Gnome-Rhône 14N01 (970 KM), poza tym nie różniły się od wersji B. Wynikało to z faktu umowy licencyjnej z firmą Bristol, która nie zezwalała na eksport samolotów z silnikami budowanymi na licencji Bristola.
Jeden egzemplarz tej wersji zbudowano w 1938 r. Służył on do lotów próbnych i reklamowych. Został rozbity podczas przymusowego lądowania podczas lotu reklamowego i pozostawiony na miejscu lądowania na skutek uszkodzeń.

### PZL.37D
Samoloty wersji D były także przeznaczone wyłącznie dla zagranicy. Miały być wyposażone w silniki Gnome-Rhône 14NO 20/21 (1050 KM), a ich konstrukcja nie różniła się od maszyn serii B.
Zbudowano jeden egzemplarz tej wersji, na którym przeprowadzono próby w 1938 r. i pokazano później w Turcji.

### Plany produkcyjne i ich wykonanie
W 1935 r. zamówiono 30 egzemplarzy P-37A. W 1936 r. zapowiedziano zamówienie 150 samolotów z silnikami Pegasus i podpisano umowę na serię 50 sztuk, których koszt został pokryty z budżetu lotniczego 1936/37. Na początku 1937 r. potwierdzono zamówienie następnych 25 egzemplarzy, w ciągu tego roku podwyższone do 45 egzemplarzy.  
W marcu 1939 r. na stanowisku dowódcy lotnictwa nastąpiła zmiana – na miejsce generała Rayskiego mianowano generała Władysław Kalkusa. W wyniku zmiany koncepcji użycia lotnictwa postanowiono skierować wysiłek produkcyjny w kierunku samolotów myśliwskich. Spowodowało to zmniejszenie zamówienia ze 180 do 108 maszyn serii B. PZL, powołując się na uruchomienie produkcji zespołów dla 124 Łosi, doprowadziło do zwiększenia zamówienia do takiej liczby maszyn. Pozostałe samoloty miały być wykonane w nowo uruchomionej wytwórni WP-2 w Mielcu, która wiosną 1939 roku otrzymała elementy do ich montażu z Okęcia. Pierwszy zmontowany tam Łoś został oblatany 4 lipca 1939, a do końca sierpnia ukończono jeszcze dwa. Produkcja jednego samolotu pochłaniała w 1938 roku do 27 tysięcy roboczogodzin, natomiast według dyrektora zakładów PZL, w lutym 1939 roku – 17 tysięcy roboczogodzin. 
Podsumowanie dokonanych zamówień daje (wraz z prototypami) liczbę 124 egzemplarzy. Do 1 września 1939 r. wytwórnie PZL-WP nr 1 w Warszawie i PZL-WP nr 2 w Mielcu zdążyły wyprodukować łącznie 96 bombowców PZL.37A i B.

## Zastosowanie bojowe
Pierwsze 6 bombowców wersji A i A bis przekazano eskadrom 211 i 212 z 210 Dywizjonu Bombowego w październiku 1938. Początkowo eskadry szkoliły się na nowym i całkowicie odmiennym od wcześniejszych typie, a gotowość bojową dywizjon uzyskał w marcu 1939. Przystąpiono wówczas do formowania drugiego 215 Dywizjonu Bombowego (eskadry 216 i 217), który wszedł do linii w czerwcu 1939.
Do chwili wybuchu wojny wojsko odebrało 92 lub 93 samoloty, lecz nie wszystkie otrzymały pełne wyposażenie i uzbrojenie, którego zakup i montaż leżał po stronie zamawiającego. Osiem samolotów utracono w katastrofach przed wojną. W jednostkach wojskowych znajdowało się 70 samolotów, z których około 40 było w pełni wyposażonych. Większość z nich znalazła się w eskadrach Brygady Bombowej. 14 oblatanych maszyn serii B z wytwórni warszawskiej i trzy serii B z mieleckiej przeprowadzono drogą powietrzną na lotnisko Małaszewicze koło Brześcia nad Bugiem. Tam zespół pod kierunkiem inż. M. Bużora wmontowywał uzbrojenie do wszystkich dostarczanych maszyn. Z tych 17 samolotów dziewięć uzupełniło dywizjony, pozostałe zostały zniszczone bądź uszkodzone przez bombardowanie niemieckie. Niemcy zniszczyli 10 Łosi B na lotnisku Okęcie, trzy Łosie B na lotnisku w Mielcu oraz 20 Łosi B znajdujących się w różnych fazach montażu w obu wytwórniach.
Szkolny 220 (XX) Dywizjon Bombowy przed wybuchem wojny otrzymał rozkaz rozmieszczenia się na zapasowym lotnisku w pobliżu Brześcia nad Bugiem. Nie wziął udziału w lotach bojowych. Jego siedem maszyn zostało uszkodzonych na lotnisku podczas bombardowania, pozostałe 27 maszyn serii A i B 12 września 1939 r. na rozkaz dowództwa lotnictwa odleciało do Rumunii i zostały włączone do rumuńskich sił powietrznych, gdzie uległy znacznej liczbie wypadków, co spowodowało utratę ośmiu samolotów. Z powodu braku części zamiennych rumuńskie PZL.37 zostały wycofane z jednostek frontowych pod koniec 1941 r. i były używane w szkołach lotniczych.
31 sierpnia, w związku z przejściem lotnictwa na organizację wojenną, powstała Brygada Bombowa. Składała się ona, między innymi, z dwóch dywizjonów Łosi. Był to dywizjon X (dawny „pokojowy” 210 dywizjon bombowy) oraz dywizjon XV (dawny 215 dywizjon bombowy). Dywizjon X składał się z 11 (dawna 211) i 12 (dawna 212) eskadry bombowej. XV dywizjon składał się z 16 (dawna 216) i 17 (dawna 217) eskadry. Każda eskadra składała się z 9 samolotów. Jednostki przed wybuchem wojny zostały przeniesione na polowe lotniska w okolicach Dęblina. Dywizjon X stacjonował na lotnisku Ułęż, XV na lotnisku Podlodów. Dowódca Brygady mógł dysponować dwiema eskadrami – pozostałe miały pozostać do bezpośredniej dyspozycji Naczelnego Wodza. Wyjściowy stan posiadania jednostki to 36 Łosi, później jako uzupełnienie otrzymała ona dalszych 9 samolotów. 
Główne zagrożenie w pierwszych dniach wojny stanowiły wrogie kolumny pancerne nacierające na Częstochowę – Piotrków oraz Przasnysz – Ciechanów, kierując się w kierunku Warszawy. By powstrzymać Niemców, Naczelne Dowództwo Lotnictwa za zgodą Naczelnego Wodza rozkazało Łosiom zaatakować kolumny pancerne wroga, by je zdezorganizować i zatrzymać.

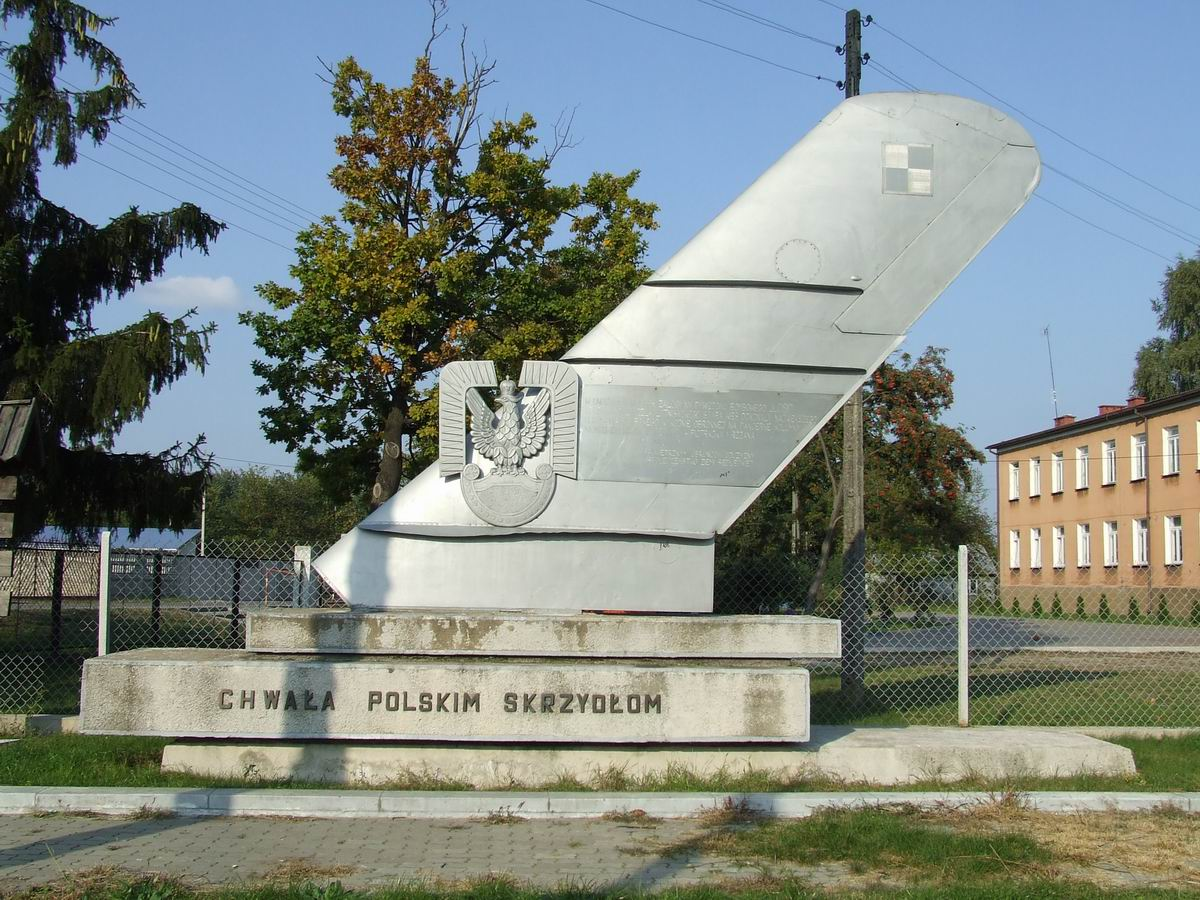
Pomnik w Starejwsi upamiętniający operacje Łosi z miejscowego lotniska polowego w 1939 r.

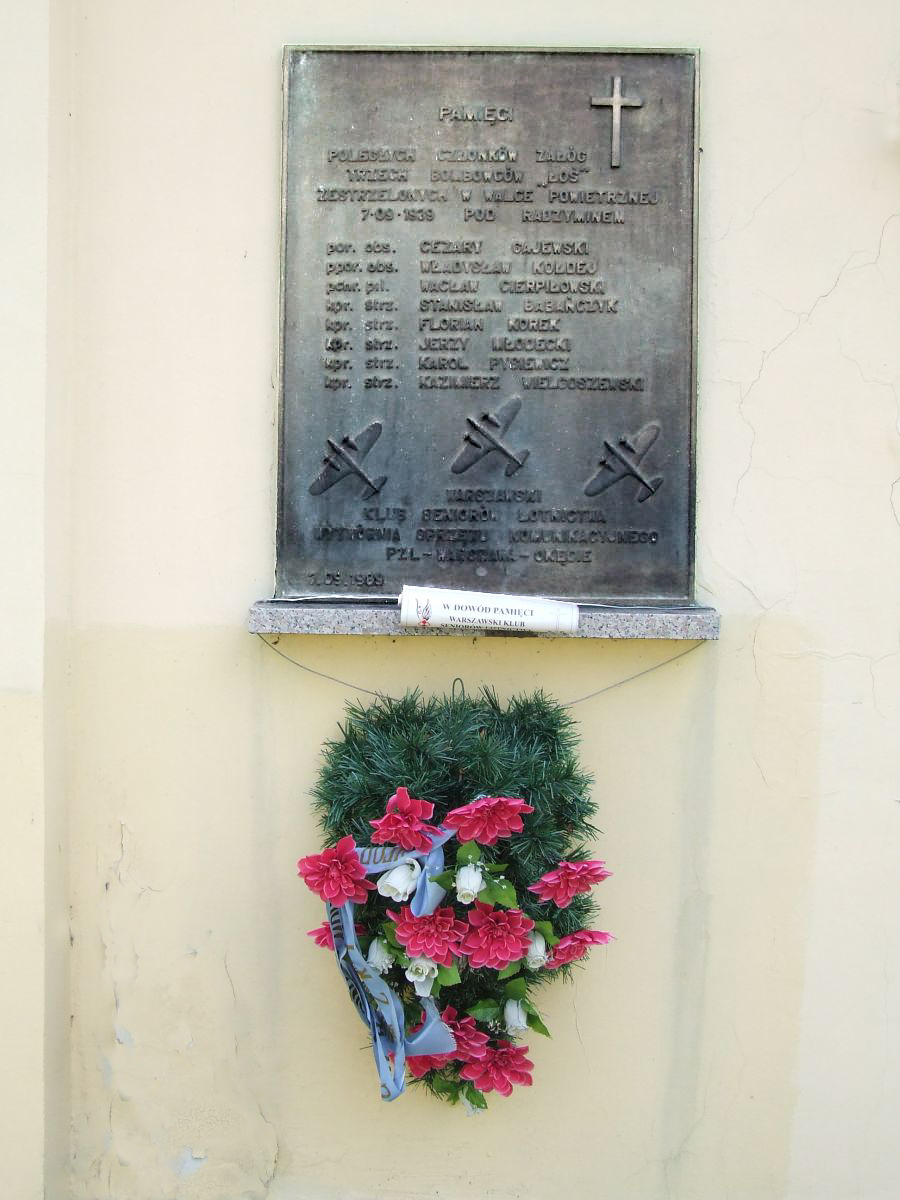
Tablica upamiętniająca załogi 3 Łosi zestrzelonych dnia 7 września 1939 r. nad Radzyminem

2 września wykonano pierwsze bombardowanie (stacja kolejowa Vossowska – obecnie Fosowskie węzeł kolejowy k. Ozimka na wschód od Opola).
4 i 5 września samoloty zaatakowały kolumny pancerne wroga. Łącznie przeprowadzono sześć wypraw bombowych na XVI Korpus atakujący w kierunku na Częstochowę – Piotrków (wyłom między Armią Łódź i Armią Kraków). Główny wysiłek przypadł na dzień 4 września, kiedy wykonano ok. 60 lotów bojowych, zrzucając do 50 t bomb. Działania miały charakter głównie nękający, bombardowano z niskiego pułapu przy użyciu trzysamolotowych kluczy lub pojedynczych maszyn. Taktyka ta była wymuszona brakiem własnej obrony myśliwskiej, co czyniło stosowanie dużych formacji zbyt ryzykownym. Prócz tego, Łosie nie były przystosowane ani uzbrojone do tego typu działań. Do bombardowań używano bomb burzących i zapalników ze zwłoką oraz ostrzeliwano kolumny z karabinów maszynowych. Lokalnie działania polskich bombowców były skuteczne. Niemcy zostali zaskoczeni atakami lotnictwa polskiego, które uważali za zniszczone i niezdolne do działań. Zmusiło to atakowane jednostki do spowolnienia marszu i wzmożonej ostrożności. Jednak straty poniesione przez XVI Korpus jako całość były niewielkie, a działania Niemców nie zostały w istotny sposób opóźnione. Polskie załogi zgłosiły zestrzelenie dwóch samolotów Messerschmitt Bf 109. Straty własne wynosiły dziewięć maszyn. Ciężkie straty na ziemi poniósł X dywizjon w czasie bombardowania przez Niemców lotniska w Kucinach. Jednostka przeniosła się na lotnisko Ułęż, a następnie na lotnisko Gnojno na Wołyniu. Na skutek koniecznych napraw i braku benzyny do 9 września nie wznowiła lotów.
XV dywizjon od 5 do 9 września wykonał cztery wyprawy bombowe i kilka lotów rozpoznawczych przeciw jednostkom 3 armii gen Küchlera. Loty te nie były jednak tak skuteczne jak działania przeciw XVI Korpusowi. Następnie polska jednostka przeniosła się na nowe lotnisko koło Kowla, gdzie przez dwa dni odnawiała zdolności bojowe. Tego dnia z Małaszewicz dywizjony otrzymały uzupełnienia: dywizjon X otrzymał trzy maszyny serii B, dywizjon XV – sześć takich samych maszyn.
10 września X dywizjon przeprowadził dwie wyprawy bombowe: najpierw na mosty na Sanie pod Radymnem, następnie w rejonie Radymna na kolumnę samochodów pancernych z XXII Korpusu. 11 września sześć Łosi X dywizjonu zrzuciło 60 bomb na kolumnę XXII Korpusu. Po południu w kolejnym nalocie bombardowano samochody pancerne pułku „SS Germania”. Były to ostatnie loty bojowe X dywizjonu. 13 września przeprowadzono tylko rozpoznanie. 14 września nastąpiło przebazowanie na lotnisko Wielick, a 16 września kolejny raz na lotnisko Gwaździec Stary koło Horodenki. 17 września na rozkaz Naczelnego Dowództwa X dywizjon przeleciał przez granicę i w liczbie siedmiu maszyn wylądował w należących wówczas do Rumunii Czerniowcach.
12 września XV dywizjon w liczbie czterech maszyn przeprowadził dwa ataki na jednostki 18 dywizji piechoty z XI Korpusu. Miało to na celu odciążenie Armii „Poznań”. 14 września dywizjon bombardował jednostki 1 Dywizji Górskiej i 56 Dywizji Rezerwowej. 16 września klucz czterech maszyn bombardował kolumnę w rejonie Hrubieszów – Włodzimierz Wołyński, a klucz trzech maszyn kolumnę koło Włodawy. Dla pozostałych samolotów brakowało benzyny. Wieczorem jednostka została przebazowana do Buczacza, a 17 września na lotnisko Bohorodyszcze koło Obertyna. Stamtąd 18 września dywizjon w składzie dwunastu maszyn przeleciał do Czerniowiec.
Razem w Rumunii znalazło się 46 samolotów: 19 maszyn z X i XV dywizjonu oraz 27 z III dywizjonu szkolnego.
Według AJ-Press ML 100 w Rumunii znalazło się 26 samolotów (polskie relacje mówią o 27).
Ogółem w trakcie kampanii wrześniowej dywizjony bojowe wykonały 135 samolotozadań, z czego 25 czysto rozpoznawczych. Zrzucono 119 ton bomb, prawdopodobnie były to bomby Ż-31 o wagomiarze 110 kg. Dywizjony straciły 26 Łosi, co stanowiło 58% ogólnej liczby użytych samolotów. Poległo dziewięciu lotników, rannych zostało kolejnych sześciu, a nie wróciło z lotów 42.

## Łoś w służbie zagranicznej

### Próby sprzedaży do innych państw

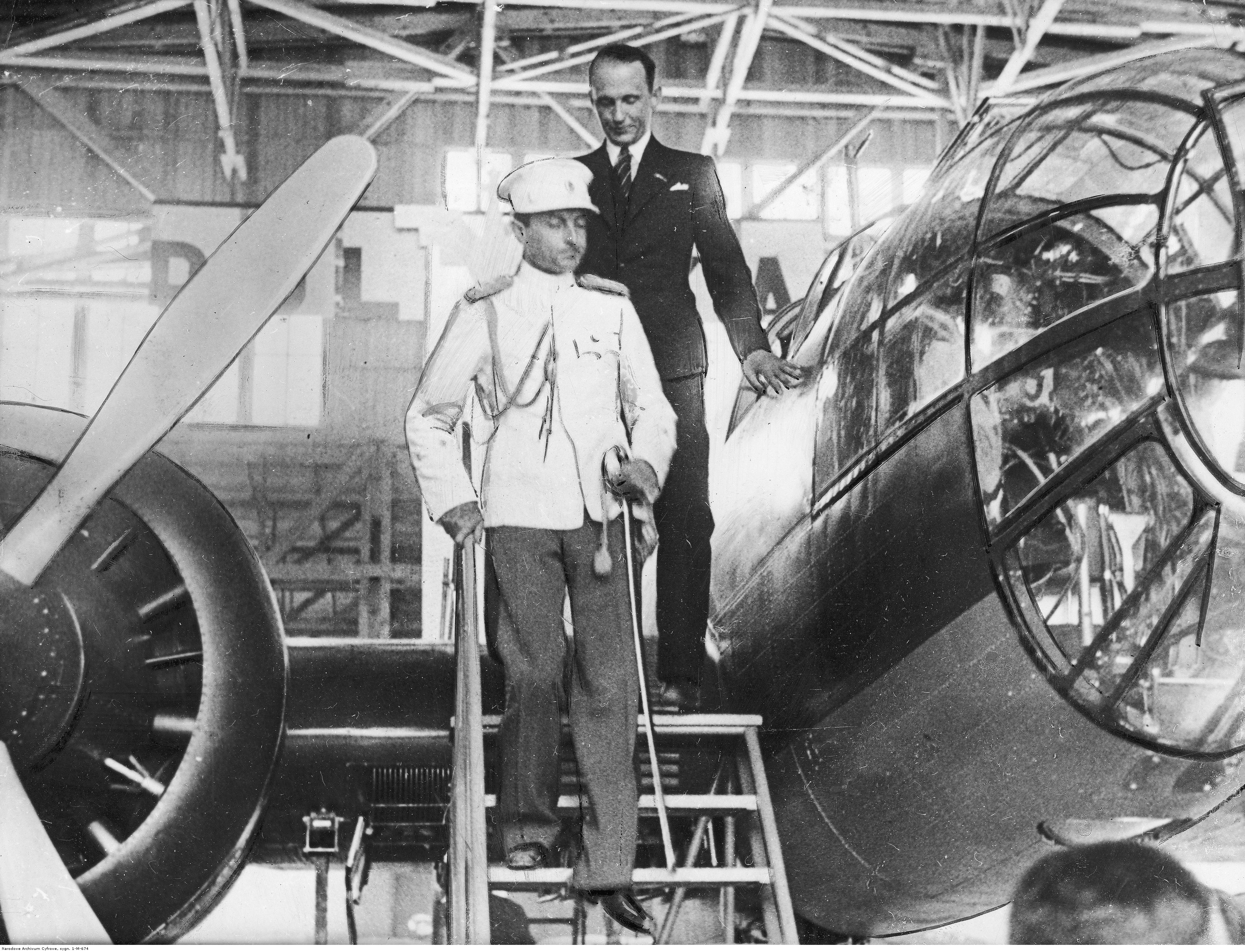
Książę regent Paweł Karadziordziewić podczas zwiedzania polskiego działu na Międzynarodowej Wystawie Lotniczej w Belgradzie.

Licencję na budowę samolotu nabyła belgijska wytwórnia Renard. Planowano zbudowanie przynajmniej 20 egzemplarzy, za opłatą licencyjną w wysokości 5%. Zakupem samolotów z tego źródła zainteresowana była republikańska Hiszpania i prawdopodobnie to było przyczyną zamiaru skłonienia zakupu licencji przez Renarda. 21 września 1938 roku szef Sztabu Głównego Wojska Polskiego wyraził zgodę na transakcję. W marcu 1939 roku jednak republikanie skapitulowali w wojnie domowej w Hiszpanii i Renard wycofał zainteresowanie licencją. Nie jest pewne, czy faktycznie dostarczono dokumentację licencyjną. Republika Hiszpanii podejmowała także próby zakupu 50 Łosi za pośrednictwem agencji w Czechosłowacji, przeznaczonych fikcyjnie dla lotnictwa bułgarskiego, ale nie doszło do tego. W sierpniu 1938 roku wytwórnia PZL oferowała Hiszpanii także sprzedaż 11 samolotów (w cenie po 600 000 zł), lecz również do tego nie doszło.
Samolot ze znakami SP-BNL był prezentowany w dniach 28 maja – 13 czerwca 1938 roku na międzynarodowej wystawie w Belgradzie, gdzie wzbudził duże zainteresowanie. Prototyp PZL.37/III ze znakami cywilnymi SP-BNK pilotowany przez Bolesława Orlińskiego był tam następnie 18 i 20 czerwca prezentowany w locie, a 28 czerwca – w Bukareszcie. W sierpniu samolot ten z Orlińskim i Stanisławem Riessem odbył następnie rajd promocyjny po krajach bałkańskich, startując 5 sierpnia z Warszawy. Po pokazach na lotnisku Tatoi pod Atenami w Grecji, samolot 15 sierpnia poleciał przez Stambuł do Ankary, lecz po drodze na skutek złych warunków atmosferycznych zboczył z trasy, wyczerpał paliwo i został rozbity przy lądowaniu w przygodnym terenie (bez szwanku dla załogi). Królestwo Jugosławii było zainteresowane zakupem 20 sztuk Łosi C. 26 sierpnia 1938 roku zaprezentowano trzy samoloty w Bułgarii, która zamierzała kupić 12 samolotów z silnikami Pegaz XIX lub XX. W sierpniu 1939 roku jednak kontrakt nadal był w fazie negocjacji.
W połowie lipca 1939 r. zawarto umowy na dostawę samolotów serii D: 30 do Rumunii, 25 dla Turcji. Rumuni wpłacili zaliczkę na pięć samolotów, kolejne 10 miały być zakupione pod koniec 1939 r. Pozostałe 15 chcieli spłacać na raty przez trzy lata. Turcja podpisała umowę o dostawie 10 gotowych samolotów i 15 maszyn w częściach do zmontowania u odbiorcy. Planowano również zakup licencji.
Zakupem samolotów interesowały się także: Dania, Estonia i Finlandia. Produkcji wersji seryjnych: C i D nie rozpoczęto przed wybuchem wojny.

### Po wybuchu II wojny światowej
Samoloty, które wylądowały w Rumunii, zarekwirowano i przekazano lotnictwu rumuńskiemu. 26 czerwca 1941 trzy samoloty zostały wykorzystane do nalotu na węgierskie wówczas Koszyce, co spowodowało, że Węgry zaatakowały ZSRR (sądząc, że to ten kraj był napastnikiem). W 1941 r. Rumuni wykorzystywali polskie samoloty do przeprowadzania nalotów na Odessę. Cztery maszyny zostały zestrzelone, a pozostałe zostały skierowane do Szkoły Pilotażu na Samolotach Dwusilnikowych w Buzău. Gdy sytuacja na froncie wiosną 1944 r. stała się trudna, samoloty wróciły na pierwszą linię, ale w maju zostały wycofane ponownie do Buzău. 5 września 1944 r. regularna armia węgierska zdobyła lotnisko wraz z Łosiami stacjonującymi na lotnisku Cimpia Turzi koło Turdy; (patrz sekcja kolejna).
Wywiad sowiecki na długo przed wojną interesował się samolotami. W czasie kampanii wrześniowej na terenach ZSRR i polskich zajętych przez Armię Czerwoną znalazło się prawdopodobnie od sześciu do dziewięciu maszyn. Od początku kampanii wrześniowej samoloty Łoś naruszały sowiecką przestrzeń powietrzną. 12 września koło Szepietówki na Ukrainie na stronę sowiecką przeleciał polski samolot. Siły sowieckie nie zdołały go zatrzymać. Maszyna wróciła do Polski. 15 września TASS oficjalnie podała, że 13 września polskie bombowce naruszyły przestrzeń powietrzną koło Krywina i Jampolu. Jeden z nich otoczony przez samoloty sowieckie został zmuszony do lądowania, a polscy piloci: podchorąży Henryk Udyk, kapral pilot Józef Bidik i pilot Stanisław Hońdo – aresztowani. Także 13 września o godz. 16.30 na terenie Białoruskiego Specjalnego Okręgu Wojskowego w rejonie m. Żydkowice (100 km na północny zachód od Mozyrza) trzy polskie samoloty PZL.37 Łoś przekroczyły granicę i przeleciały w głąb terytorium sowieckiego. Jeden samolot pod m. Wasilewicze (44 km od Mozyrza) rozbił się na skutek postrzelenia przez sowieckie myśliwce. Dwie pozostały maszyny zostały zmuszone do lądowania na polu koło Dawidowicz. Załogi (12 żołnierzy) ocalały i zostały zatrzymane, a samoloty nie zostały uszkodzone. Pozostałe samoloty, które dostały się w ręce sowieckie, zabłądziły albo zostały porzucone przez załogi po uszkodzeniu.
Sprawne maszyny zostały przekazane do Naukowo-Badawczego Instytutu Lotnictwa Sił Powietrznych Związku Radzieckiego w Moskwie w wielkiej tajemnicy (nawet jednostki sowieckiej obrony plot. nie zostały powiadomione o ich przelocie do Bobrujska, w wyniku czego zostały ostrzelane, a następnie do Moskwy). Zostały zaprezentowane członkom rządu w locie i statycznie. Podobno J. Stalin je oglądał. Od października do grudnia 1939 r. polskie bombowce wykonały 39 lotów. Sowieccy piloci stwierdzili, że Łoś jest stabilny we wszystkich fazach lotu, a technika pilotażu jest łatwiejsza niż w sowieckich bombowcach. Badania Łosi były skrupulatne i trwały aż do czerwca 1941 r.
W czasie badań w Instytucie w czasie kołowania doszło do zderzenia jednego Łosia z samolotem myśliwskim typu I-15 Czajka.

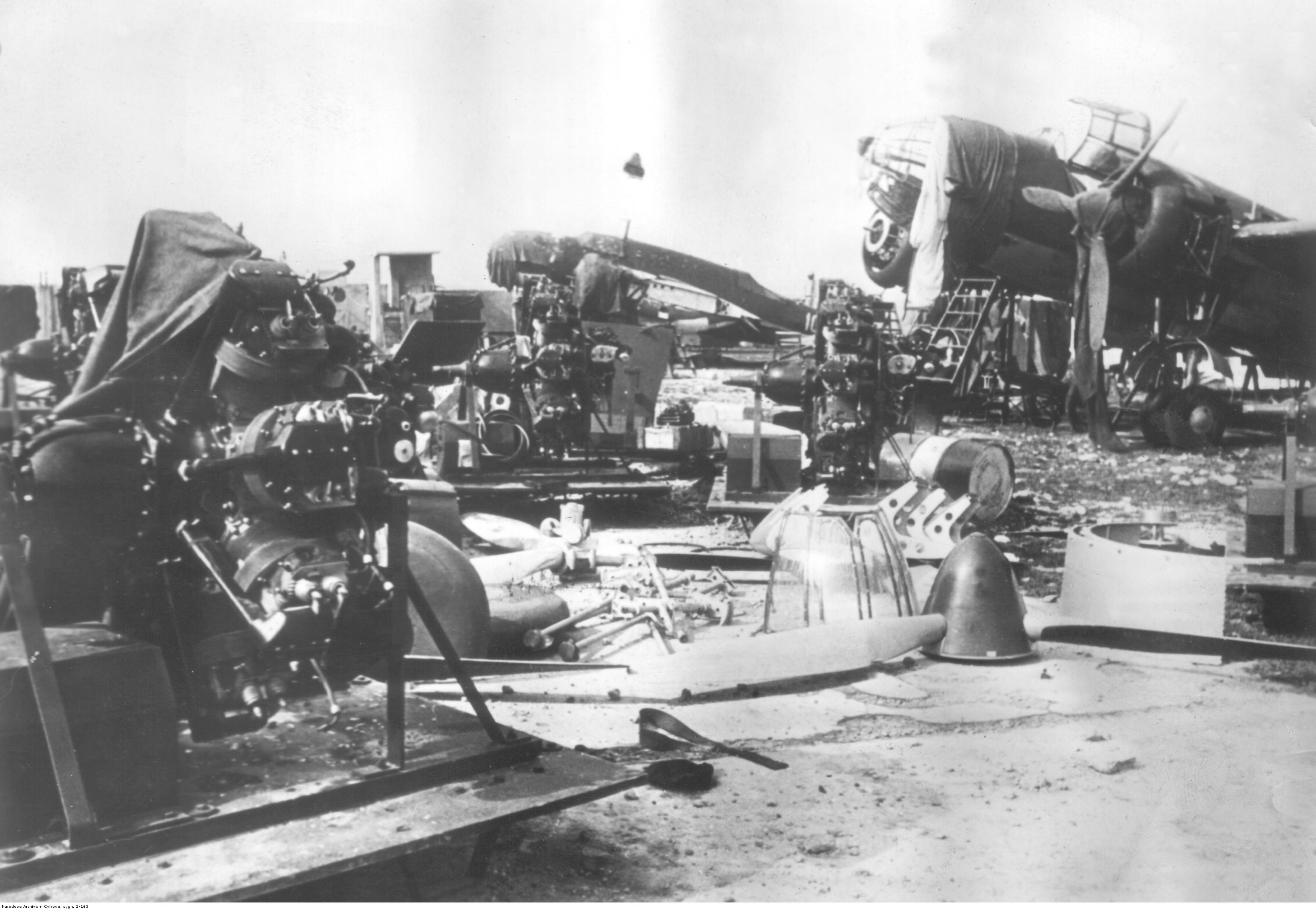
Polskie samoloty PZL.37 Łoś zdobyte przez Niemców i rozkładane na części.

Niemcy zdobyli na Okęciu wiele samolotów w trakcie budowy, ale zdołali uruchomić jedynie dwa w październiku 1939 r. Jeden z nich został przekazany do ośrodka badawczego Luftwaffe w Rechlinie, gdzie w maju 1940 r. rozbił się po starcie z powodu braku dopływu paliwa do silników. Zginęła dwuosobowa załoga. Drugi samolot został zaprezentowany na wystawie „Zwycięstwo na Zachodzie”, która odbyła się w Wiedniu od 17 września do 30 grudnia 1940 r.
Niekompletne i uszkodzone samoloty znajdujące się w zakładach PZL na Okęciu i w Mielcu oraz w hangarach 1 Pułku Lotniczego zostały szybko pocięte na złom przez polskich robotników. Wykorzystali oni zamieszanie po przejęciu terenów przez Niemców i w ramach sprzątania lotniska z wraków zniszczyli wiele samolotów w końcowych stadiach montażu. Części ze zdemontowanych samolotów najprawdopodobniej znalazły zastosowanie przy zasypywaniu lejów po bombach, co było powszechną praktyką pozbywania się odpadów przez Niemców.

## PZL.37 Łoś w muzeum

Silnik Bristol Pegaz XX eksponowany w MLP w Krakowie

W 1939 roku 27 bombowców trafiło na terytorium Rumunii. 23 samoloty miały być używane potem przez lotnictwo tego kraju do bombardowań na wschodzie. W 1945 roku przedstawiciele polskiego MSZ, Ministerstwa Komunikacji i PLL LOT stwierdzili, że sprowadzenie tych samolotów do kraju byłoby niecelowe ze względu na intensywną i niezbyt umiejętną eksploatację przez lotnictwo Rumunii. Podobno nie wiedziano wówczas, że samoloty te Węgrzy zniszczyli 22 września 1944 roku. Do Polski powróciło zatem jedynie kilka samolotów RWD. Według innej wersji Łosie zostały zbombardowane wcześniej, 1 września 1944 r., przez niemieckie Bf 109G. Na lotniskach Luncani i Turda było jednak jedynie 8 Łosi, z których na pewno zniszczono samoloty 201, 202, 203, 204 i 220 (numeracja rumuńska), znajdujące się na pierwszym z nich. Ostatni Łoś, przypuszczalnie z numerem taktycznym 221, został odzyskany w Turdzie, ale stał się wkrótce potem celem węgierskiego ruchu oporu, walczącego w Transylwanii przeciw okupacji radzieckiej i rumuńskiej. Wiadomo też, że 1 lutego 1944 roku Rumuni dysponowali jedynie ośmioma sprawnymi samolotami. Dwa kolejne były w naprawie, zaś 15 pozostawało w remoncie. Pod koniec lutego eskadra bombowa liczyła 9 Łosi, z których nr 210 został zestrzelony 3 maja 1944 roku nad północną Mołdawią. Nie wiadomo natomiast nic o pozostałych 16 samolotach, które w lutym 1944 roku były naprawiane. Z cytowanego artykułu A. Morgały można się dowiedzieć zupełnie czego innego – jeszcze w 1940 roku 6 samolotów zostało rozbitych, zaś jeden 17 listopada 1939 r., ponieważ Rumuni nie potrafili ich używać (polskie załogi zostały internowane w obozach i nie zajmowały się szkoleniem). Gdy zatem w grudniu 1940 roku zakończono formowanie dwóch eskadr (76 i 77), na stanie znalazło się 16 Łosi. Od początku wojny z ZSRR stracono 4 samoloty i pod koniec października 1941 roku w służbie rumuńskiej pozostawało jedynie 12 egzemplarzy. Ponieważ sprawnych było mniej niż połowa tej liczby, zdecydowano się na kanibalizację 4 maszyn. Ocaleć mogłyby zatem jedynie te niekompletne Łosie, o czym się jednak nie wspomina. Zdaniem niektórych autorów Łosie służyły w Rumunii jeszcze w połowie lat 50., do holowania rękawa strzeleckiego, na co nie ma żadnego potwierdzenia, a wniosek ten wydaje się być potwierdzony rachunkiem A. Morgały. Autor zauważył ponadto, iż mimo że w wykazie samolotów przekazanych Rumunom figuruje 27 sztuk, ci potrafili się wówczas doliczyć jedynie 23 sprawnych maszyn. Nie wiadomo zatem, gdzie zniknęły 4 samoloty. Wcześniej wydana książka autorstwa Jerzego Pawlaka wymienia natomiast liczbę 17 polskich bombowców, którym w 1939 roku udało się przedostać za granicę.
W żadnym z rumuńskich muzeów lotniczych samolot nie jest eksponowany i nic nie wiadomo o tym, by zachował się choć jeden kompletny egzemplarz. Niewielkim fragmentem płatowca dysponuje od 2010 roku baza lotnicza w Łasku, natomiast ponad 1000 części samolotu zostało wykopanych w miejscowości Patok (gmina Drużbice) i są eksponowane w Muzeum Regionalnym w Bełchatowie. Pozostałości innego samolotu wykopano pod Radzyminem, m.in. dobrze zachowany kadłub bomby lotniczej wraz z oddzielonymi od niego lotkami, goleń podwozia oraz fragmenty silnika. Znalezisko było prezentowane w Muzeum Wojska Polskiego w Warszawie z okazji Święta Niepodległości w 2011 roku.
W jednym z muzeów amerykańskich wystawiano także kompletny silnik od Łosia. Silnik ten był eksponowany w Pawilonie Polskim na Wystawie Światowej w Nowym Jorku od wiosny 1939. Witold Dewicki, który opiekował się tym silnikiem, przekazał go do Muzeum Lotnictwa w Krakowie. Silnik Pegaz XX do muzeum został dostarczony 12 sierpnia 2006. Po wykonaniu prac konserwatorskich, silnik jest udostępniony na ekspozycji.

## Nowatorstwo i problemy
Samolot odznaczał się wieloma nowatorskimi rozwiązaniami, co początkowo przysporzyło sporo problemów. Ich rozwiązanie przyniosło jednak rezultaty częstokroć przekraczające wcześniejsze oczekiwania. Należą do nich:
- Profil płata IAW-743. To pierwszy profil z maksymalną grubością względną w odległości 40% cięciwy płata. Taką zmianę wymogły wymiary bomb mieszczących się w centropłacie. Po dmuchaniach okazało się, że opory aerodynamiczne tego płata są wyraźnie niższe niż pierwotnie zakładano. Był to pierwszy profil laminarny w Polsce i jeden z pierwszych na świecie.
- Wąski kadłub o małym przekroju czołowym. Taki kształt kadłuba generował około 10–15% całkowitej siły nośnej, dawał znikome opory czołowe i przyczyniał się do dobrych osiągów prędkościowych maszyny, jednakże był źródłem ciasnoty i problemów w komunikacji załogi podczas lotu oraz utrudniał awaryjne opuszczenie samolotu w przypadku zestrzelenia.
- Małe siły na sterach. Dążenie do małych sił na sterach (dobra sterowność samolotu) stało się przyczyną zbyt dużych wzmocnień (przekompensowania), co spowodowało liczne śmiertelne wypadki podczas służby w dywizjonach bombowych.
- Podwójne, „bliźniacze” koła podwozia głównego. Pozwalały one na lądowanie na lotniskach polowych, jednakże na lotniskach piaszczystych lub podmokłych, nieprzewidzianych przez konstruktorów, samolot mógł zabrać jedynie 800 kg bomb.
- Małe rozmiary samolotu. Samolot miał, jak na swoją masę startową, nieduże rozmiary (wysoka nośność i spore obciążenie powierzchni płata). Przy braku samouszczelniających się zbiorników na paliwo (rzadkość w samolotach z tamtego okresu) i osłon chroniących załogę przed pociskami wroga, konstrukcja samolotu okazała się wrażliwa na uszkodzenia odniesione w walce, szczególnie podczas ataku na kolumny pancerne wroga (mające silną obronę przeciwlotniczą i osłonę myśliwców).
- Cena samolotu. Nowatorskie rozwiązania, przy niedużej serii wyprodukowanych maszyn sprawiły, że cena płatowca z silnikami przekroczyła 450 tys. zł. Za tę cenę można było wyprodukować większą liczbę myśliwców, bardziej potrzebnych w wojnie obronnej niż bombowce.
- Niezrealizowane pomysły: Łoś, nieobciążony bombami, dobrze wykonywał akrobacje. Środek wyporu płata był w pobliżu środka ciężkości samolotu. Z tego powodu inż. Franciszek Suchos zaproponował umieszczenie w nosie maszyny 6-8 km-ów i przezbrojenie samolotu w ciężki myśliwiec do zwalczania bombowców wroga (w podobny sposób Niemcy przebudowali bombowiec Junkers Ju 88 do roli ciężkiego myśliwca). Jednak wykorzystanie tak przezbrojonego Łosia wymagałoby przeszkolenia pilota w akrobacji i technice walki powietrznej – a programu takiego w procesie szkolenia nie było.
- Dążenie do możliwie małej masy silnika skutkowało awariami reduktorów i pękaniem tłoków podczas pracy silnika. Do wybuchu wojny problemy te rozwiązano, zmieniając przełożenie reduktora i wprowadzając inny sposób znakowania tłoków silnika.
- Wyposażenie dodatkowe. Przewidziane przez konstruktorów bogate wyposażenie dodatkowe sprawiało, że wiele samolotów technicznie zdolnych do lotu było niezdolnych do walki z powodu braku uzbrojenia i środków łączności.

## Wersje i opis techniczny

### Wersje samolotu
- PZL.37 – pierwszy prototyp (próby statyczne)
- PZL.37/I – drugi prototyp
- PZL.37/II – trzeci prototyp
- PZL.37A – pojedyncze usterzenie pionowe
- PZL.37A bis – podwójne usterzenie pionowe
- PZL.37B – silnik Pegasus XX
- PZL.37C – wersja eksportowa
- PZL.37D – wersja eksportowa

### Opis i dane techniczne
Całkowicie metalowy, dwusilnikowy dolnopłat. Podwozie klasyczne, jednogoleniowe, dwukołowe, chowane w locie. Załoga czteroosobowa: pilot, dowódca-obserwator, strzelec dolny – radiotelegrafista i tylny strzelec. Stanowisko obserwatora znajdowało się w przeszklonym nosie samolotu, wyposażonym w karabin maszynowy strzelający do przodu. Radiotelegrafista siedział wewnątrz kadłuba, za komorą bombową, a do jego obowiązków należała także obsługa tylno-dolnego karabinu maszynowego.
Najnowocześniejszy polski samolot z tego okresu. Pierwszy polski samolot seryjny wyposażony w chowane podwozie. Wyprodukowany przez PZL w liczbie około 120 maszyn. Wszedł do linii sześć miesięcy przed wybuchem wojny. Najnowocześniejszy samolot użyty przez lotnictwo polskie w czasie kampanii wrześniowej. W późniejszym okresie używany bojowo także przez Rumunię w działaniach przeciwko ZSRR. Ostatni lot bojowy odbyto na nim 3 maja 1944.
|                                                                      | PZL.37A                      | PZL.37B                   | PZL.37C                | PZL.37D                     |
| Wymiary                                                              | Wymiary                      | Wymiary                   | Wymiary                | Wymiary                     |
| -------------------------------------------------------------------- | ---------------------------- | ------------------------- | ---------------------- | --------------------------- |
| Rozpiętość [m]                                                       | 17,93                        | 17,93                     | 17,93                  | 17,93                       |
| Długość [m]                                                          | 12,92                        | 12,92                     | 12,92                  | 12,92                       |
| Wysokość [m]                                                         | 4,25                         | 4,25                      | 4,25                   | 4,25                        |
| Powierzchnia nośna [m²]                                              | 53,51                        | 53,51                     | 53,51                  | 53,51                       |
| Masa                                                                 |                              |                           |                        |                             |
| całkowita [kg]                                                       | maks. 9105                   | maks. 9120                | 9120                   | 9170                        |
| własna z wyposażeniem stałym [kg]                                    | maks. 4920                   | maks. 4935                | 5000                   | 5050                        |
| Osiągi                                                               |                              |                           |                        |                             |
| prędkość maksymalna / na wysokości z ładunkiem bomb [km/h]/[m]/[kg]  | 396/2585/1995                | 412/2625/1995             | 460/4600/2000          | 490/5000/b.d.               |
| prędkość minimalna (klapy i sloty otwarte) [km/h]                    | 115                          | 125                       | 120                    | brak danych                 |
| pułap praktyczny przy masie 8580 kg [m]                              | 4800                         | 5900                      | 7000                   | brak danych                 |
| Zasięg                                                               |                              |                           |                        |                             |
| z całkowitym ładunkiem bomb bez zbiorników [km]                      | 1400                         | 1500                      | 1600                   | brak danych                 |
| z dodatkowymi zbiornikami (900 litrów) i ładunkiem 1760 kg bomb [km] | 2400                         | 2600                      | 2700 (1600 kg bomb)    | brak danych                 |
| Silniki: 2 silniki gwiazdowe 9 cylindrowe, chłodzone powietrzem      |                              |                           |                        |                             |
| Model i moc                                                          | Bristol Pegasus XII B 873 KM | Bristol Pegasus XX 918 KM | Gnome-Rhône NO1 970 KM | Gnome-Rhône NO20/21 1050 KM |

## Łoś po II wojnie światowej

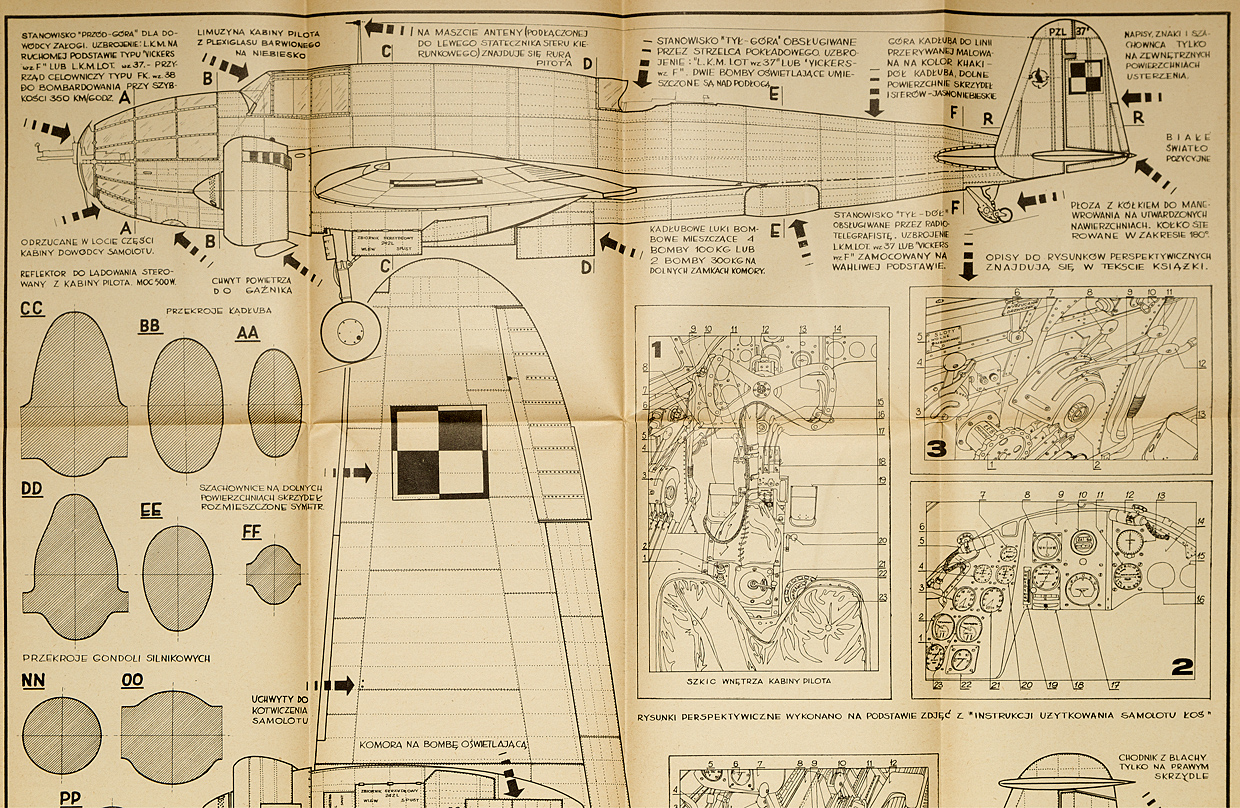
Fragment rysunku samolotu PZL.37B Łoś autorstwa Andrzeja A. Mroczka opublikowanego w miesięczniku Modelarz (nr 9/1958 r.) na którego podstawie w zakładach PZL-Mielec zbudowano model Łosia w wielkości naturalnej.

Nie zachował się żaden kompletny samolot Łoś po wojnie. Obecnie w zbiorach muzealnych znajdują się jedynie poszczególne elementy konstrukcji samolotu. W zbiorach Muzeum Lotnictwa w Krakowie znajduje się silnik z bombowca Łoś, który muzeum otrzymało w darze od Witolda Dewickiego ze Stanów Zjednoczonych.

## Rekonstrukcja samolotu Łoś

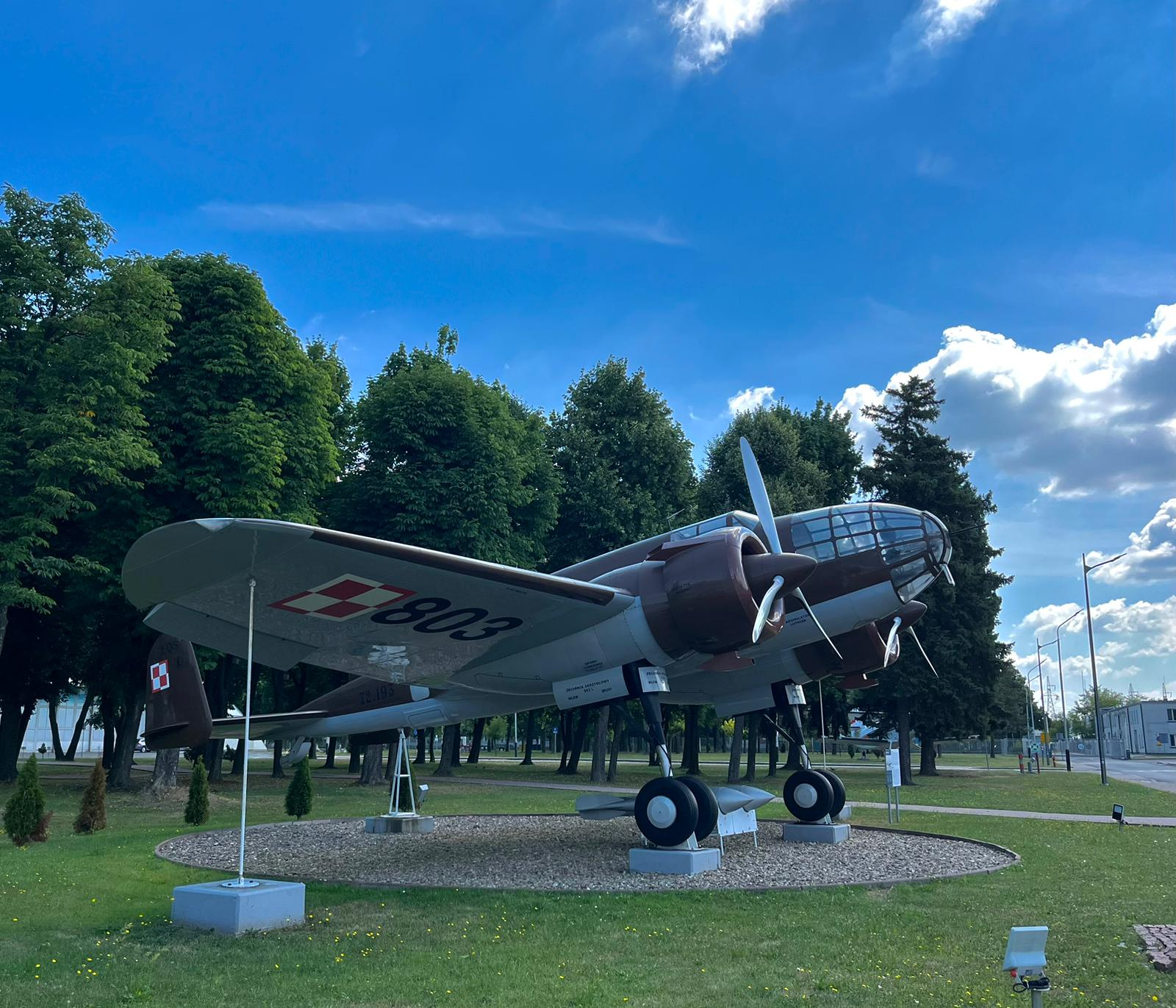
Rekonstrukcja samolotu PZL.37 Łoś w Mielcu

W Polskich Zakładach Lotniczych w Mielcu powstał model pokazowy samolotu Łoś w skali 1:1. Został zaprezentowany 29 września 2012 roku.
Z inicjatywą zbudowania modelu samolotu wyszli dwaj pracownicy zakładów PZL Mielec Kazimierz Nowakowski i Jakub Skrzypek. Początkowo Łoś miał być pomnikiem w skali 1:4, ale za sprawą prezesa zakładów Janusza Zakręckiego zdecydowano się odtworzyć sylwetkę bombowca w oryginalnych wymiarach. Replikę samolotu wykonano według planów modelarskich z powodu braku zachowanej dokumentacji technicznej. 
Prace trwały dwa lata i 29 września odbyło się uroczyste odsłonięcie modelu, w którym wzięły udział lokalne władze oraz przedwojenni pracownicy PZL Mielec, a także rodziny polskich pilotów i załóg latających na Łosiach i na myśliwcach PZL P.11c. Rangę uroczystości podnosiły również Honorowy Patronat Prezydenta RP jak również kompania honorowa i Orkiestra Reprezentacyjna Sił Powietrznych.
Do budowy modelu zużyto 5 ton aluminium i prawie tonę stali, 20 tys. nitów, 400 metrów kwadratowych blachy na poszycie oraz 70 litrów farby. Rozpiętość skrzydeł to prawie 17 m, długość 13 m, wysokość niemal 5 m, ciężar ok. 6 ton.

## Łoś z Dłutowa
Makieta samolotu Łoś, znajduje się w lesie w Dłutówku, upamiętnia lotników, którzy zginęli we wrześniu 1939 roku. Nietypowy pomnik i obelisk upamiętnia walczących w przestworzach poległych na terenie dawnego województwa piotrkowskiego. Łoś z Dłutowskiego Lasu, to pomnik poświęcony poległym lotnikom z III Plutonu 212. Eskadry Bombowej, stacjonującym w Kucinach koło Aleksandrowa Łódzkiego. Zbudowali go pasjonaci w miejscu awaryjnego lądowania jednego z Łosi wysłanych 4 września do bombardowania niemieckich kolumn, które przekroczyły granice Polski od strony Wielunia.

## Podobne konstrukcje
- Francja: Lioré et Olivier LeO 451, Amiot 351
- Wielka Brytania: Handley Page Hampden
- Stany Zjednoczone: North American B-25 Mitchell, Martin Maryland
- III Rzesza: Dornier Do 17, Heinkel He 111
- Włochy: Fiat BR.20, CANT Z.1007
- ZSRR: DB-3, Ił-4
- Holandia: Fokker T.V